# Theodore Shapiro
Pour les articles homonymes, voir Shapiro.
Theodore Shapiro, né le 29 septembre 1971 à Washington, est un compositeur américain de musiques de film.

## Biographie
En 2006, il a reçu un BMI Film & TV Awards pour la musique du film Le diable s'habille en Prada.

## Filmographie

### Cinéma

#### Longs métrages

##### Années 1990
- 1997 : Hurricane de Morgan J. Freeman
- 1997 : Six Ways to Sunday d'Adam Bernstein
- 1998 : Restaurant (en) d'Eric Bross
- 1998 : Casses en tous genres (Safe Men) de John Hamburg

##### Années 2000
- 2000 : Girlfight de Karyn Kusama
- 2000 : Séquences et Conséquences (State and Main) de David Mamet
- 2000 : Prince of Central Park de John Leekley
- 2001 : Wet Hot American Summer de David Wain
- 2001 : Braquages (Heist) de David Mamet
- 2001 : Sex Academy (Not Another Teen Movie) de Joel Gallen
- 2002 : Love in the Time of Money de Peter Mattei
- 2002 : Bug de Phil Hay & Matt Manfredi
- 2003 : Retour à la fac (Old School) de Todd Phillips
- 2003 : Hôtesse à tout prix (View from the Top)  de Bruno Barreto
- 2004 : Polly et moi (Along Came Polly) de John Hamburg
- 2004 : Starsky et Hutch de Todd Phillips
- 2004 : 30 ans sinon rien (13 Going on 30) de Gary Winick
- 2004 : Dodgeball ! Même pas mal ! (Dodgeball: A True Underdog Story) de Rawson Marshall Thurber
- 2005 : The Baxter de Michael Showalter
- 2005 : Braqueurs amateurs (Fun with Dick and Jane) de Dean Parisot
- 2005 : Le diable s'habille en Prada (The Devil Wears Prada) de David Frankel
- 2006 : Toi et moi... et Dupree (You, Me and Dupree) d'Anthony et Joe Russo
- 2006 : Idiocracy de Mike Judge
- 2007 : Les Rois du patin (Blades of Glory) de Josh Gordon & Will Speck
- 2007 : La Fille dans le parc (The Girl in the Park) de David Auburn
- 2007 : Mr. Woodcock (Monsieur Woodcock) de Craig Gillespie
- 2008 : The Mysteries of Pittsburgh de Rawson Marshall Thurber
- 2008 : Semi-pro de Kent Alterman
- 2008 : Tonnerre sous les Tropiques (Tropic Thunder) de Ben Stiller
- 2008 : Marley & Moi de David Frankel
- 2009 : I Love You, Man de John Hamburg
- 2009 : L'An 1 : Des débuts difficiles (Year One) de Harold Ramis
- 2009 : Jennifer's Body de Karyn Kusama
- 2009 : Où sont passés les Morgan ? de Mark Lawrence

##### Années 2010
- 2010 : Journal d'un dégonflé (Diary of a Wimpy Kid) de Thor Freudenthal
- 2010 : The Dinner (Dinner for Schmucks) de Jay Roach
- 2011 : Arthur, un amour de milliardaire (Arthur) de Jason Winer
- 2011 : Drôles d'oiseaux (The Big Year) de David Frankel
- 2012 : Les Pirates ! Bons à rien, mauvais en tout (The Pirates! Band of Misfits) de Peter Lord et Jeff Newitt
- 2012 : Moi, député (The Campaign) de Jay Roach
- 2012 : Tous les espoirs sont permis (Hope Springs) de David Frankel
- 2013 : Les Miller, une famille en herbe (We're the Millers) de Rawson Marshall Thurber
- 2013 : Un incroyable talent (One Chance) de David Frankel
- 2013 : La Vie rêvée de Walter Mitty de Ben Stiller
- 2014 : Daddy Cool (Infinitely Polar Bear) de Maya Forbes
- 2014 : St. Vincent de Theodore Melfi
- 2015 : The Invitation de Karyn Kusama
- 2015 : Spy de Paul Feig
- 2015 : Danny Collins de Dan Fogelman
- 2015 : Dalton Trumbo (Trumbo) de Jay Roach
- 2015 : Le Nouveau Stagiaire (The Intern) de Nancy Meyers
- 2016 : Zoolander 2 de Ben Stiller
- 2016 : Agents presque secrets (Central Intelligence) de Rawson Marshall Thurber
- 2016 : SOS Fantômes (Ghostbusters) de Paul Feig
- 2016 : Joyeux Bordel ! (Office Christmas Party) de Josh Gordon et Will Speck
- 2016 : Beauté cachée (Collateral Beauty) de David Frankel
- 2016 : The Boyfriend : Pourquoi lui ? (Why Him?) de John Hamburg
- 2017 : Capitaine Superslip (Captain Underpants: The First Epic Movie) de David Soren
- 2017 : Larguées (Snatched) de Jonathan Levine
- 2018 : L'Ombre d'Emily (A Simple Favor) de Paul Feig
- 2019 : Last Christmas de Paul Feig
- 2019 : Scandale (Bombshell)  de Jay Roach

##### Années 2020
- 2021 : Dans les yeux de Tammy Faye (The Eyes of Tamy Faye) de Michael Showalter
- 2022 : L'École du Bien et du Mal (The School for Good and Evil) de Paul Feig
- 2024 : Wolfs de Jon Watts
- 2025 : L'Ombre d'Emily 2 (Another Simple Favor) de Paul Feig

#### Courts métrages
- 1996 : Tick de John Hamburg
- 2004 : Fashion Fa Shizzle Wit Huggie Bizzle de Snoop Dogg

### Télévision

#### Séries télévisées
- 1993-1995 : The State (27 épisodes)
- 2007 : HBO Voyeur Project (mini-série)
- 2022 : Severance de Dan Erickson

#### Téléfilms
- 1995 : The State's 43rd Annual All-Star Halloween Special
- 1999 : The Kinsey 3 d'Angela Robinson
- 2012 : Game Change de Jay Roach

#### Documentaires
- 1999 : On the Ropes de Nanette Burstein & Brett Morgen
- 2003 : Girlhood de Liz Garbus

## Distinctions

### Récompenses
- BMI Film & TV Awards
  - 2007 : Blades of Glory
  - 2006 : The Devil Wears Prada
  - 2006 : You, Me and Dupree
  - 2005 : Dodgeball: A True Underdog Story
  - 2004 : Along Came Polly (2004) & Starsky & Hutch
- International Film Music Critics Association Awards 2013 : Meilleure musique d'un film comique pour La Vie rêvée de Walter Mitty